# Heinrich-Lassen-Park

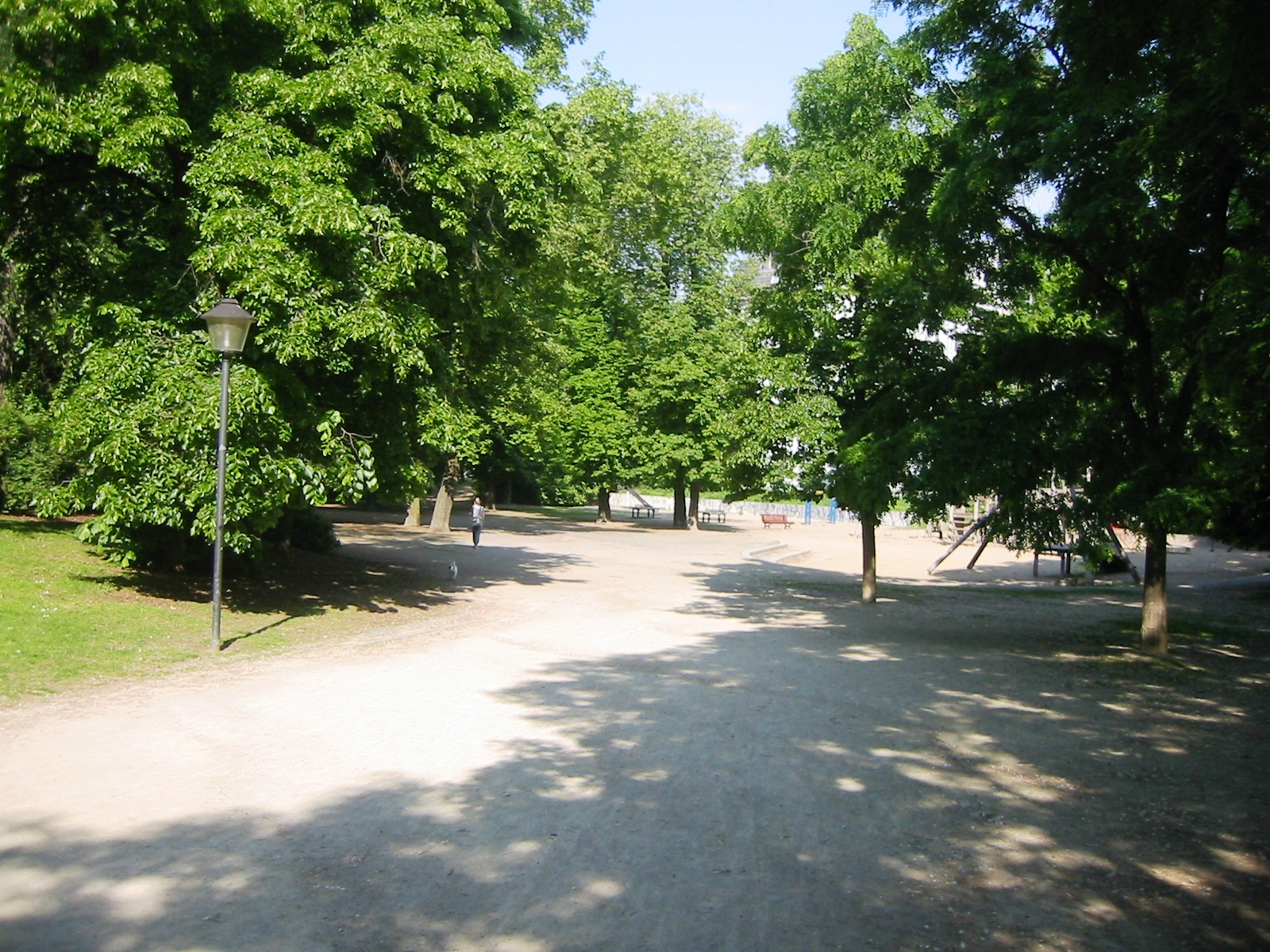
Der Heinrich-Lassen-Park in Berlin-Schöneberg

Der Heinrich-Lassen-Park ist eine Parkanlage im Berliner Ortsteil Schöneberg. Die Grünanlage mit Spielplatz und Liegewiese ist benannt nach Heinrich Lassen (1874–1953), einem deutschen Architekten, Baubeamten und Kommunalpolitiker.

## Lage und Geschichte
Die unscharfe Begrenzung des Parks wird durch die Belziger Straße im Norden, Rückseite der Bebauung der Eisenacher Straße im Osten, die Gebäuderückseiten der Hauptstraße im Süden und die Mauer des Friedhofs an der Dominicusstraße gebildet. Die Fläche kann grob mit 160 m × 200 m angegeben werden.
Der Park entstand 1953 an der Stelle eines eiszeitlichen Feuchtgebietes, auf denen im 19. Jahrhundert die Schöneberger Familien Richnow und Willmann ihre Gärten angelegt hatten. Die beiden Familien waren durch den Verkauf großer Grundstücke an die Stadt in der Gründerzeit als „Millionenbauern“ reich und bekannt geworden.

## Umbau des Parks
Ende 2010 begann das Bezirksamt Tempelhof-Schöneberg mit umfangreichen Umbaumaßnahmen im Park. Die Fahrradwege durch den Park sollten verkleinert werden, da sie nach Aussage des zuständigen Bezirksstadtrates Oliver Schworck (SPD) häufig matschig seien. Darüber hinaus waren ein neuer zentraler Eingangsbereich, eine Regenwasserversickerung und im Boden eingelassene Müllsammelbehälter vorgesehen. In die Umbaupläne wurden die Anwohner des Parks jedoch nicht einbezogen. Auch gegenüber der Bezirksverordnetenversammlung wurden nur im Umweltausschuss „einige Instandhaltungsmaßnahmen“ angekündigt. Um den Eingang zu vergrößern, wurden Sträucher und Bäume gerodet. Weiterhin sollte die Spiel- und Liegewiese verkleinert werden, um Platz für Container zu schaffen.
Die Baumaßnahmen stießen bei den betroffenen Anwohnern auf Widerstand: Sie gründeten die Bürgerinitiative „Lassenpark lassen!“. Der Park sollte nach ihrem Willen in seinem ursprünglichen Zustand erhalten bleiben. Nach einem vorläufigen Baustopp im November 2010 erarbeitete ein „Runder Tisch“ eine Kompromisslösung, die sowohl die Belange des Bezirksamtes als auch die Forderungen der Initiative berücksichtigt. Der Kompromiss sah vor, anstatt eines zentralen Eingangsplatzes zwei Ein- und Ausgänge anzulegen. Die Wegführung sollte beibehalten werden, wobei auf den Einsatz von Asphalt zugunsten eines Pflasters aus Betonplatten verzichten werden sollte. Als Lärm- und Sichtschutz gegenüber der Belziger Straße sollte eine Hecke gepflanzt werden. Die gesamten Baumaßnahmen benötigten eine Summe von rund 400.000 Euro, davon wurden bis zum Baustopp bereits etwa 100.000 Euro ausgegeben.
Nachdem die Bezirksverordnetenversammlung (BVV) eine Änderung des Bauvorhabens erwirkt hatte, setzte das Bezirksamt die Arbeiten fort. Gemäß der Anforderungen der Bezirksverordnetenversammlung umfasste dies auch den Rückbau des östlichen Wegebogens, die Wiederherstellung der Rasenfläche sowie die Verkleinerung des Eingangsbereichs. Im Februar 2013 informierte das Bezirksamt die BVV darüber, dass die Umbauarbeiten im Park „im Wesentlichen abgeschlossen“ seien.

## Kunst
Im Park befindet sich eine Skulptur aus Muschelkalkstein, die den griechischen Hirtengott Pan zeigt. Das Werk des unbekannten Künstlers stammt aus dem Jahr 1970.

## Barrierefreiheit
Der Park sowie die Wege sind bedingt barrierefrei. Das Gelände verfügt über geringe Bodenunebenheiten. Ein Gefälle besteht vornehmlich an den Zugängen zum Park.

## Sehenswürdigkeiten

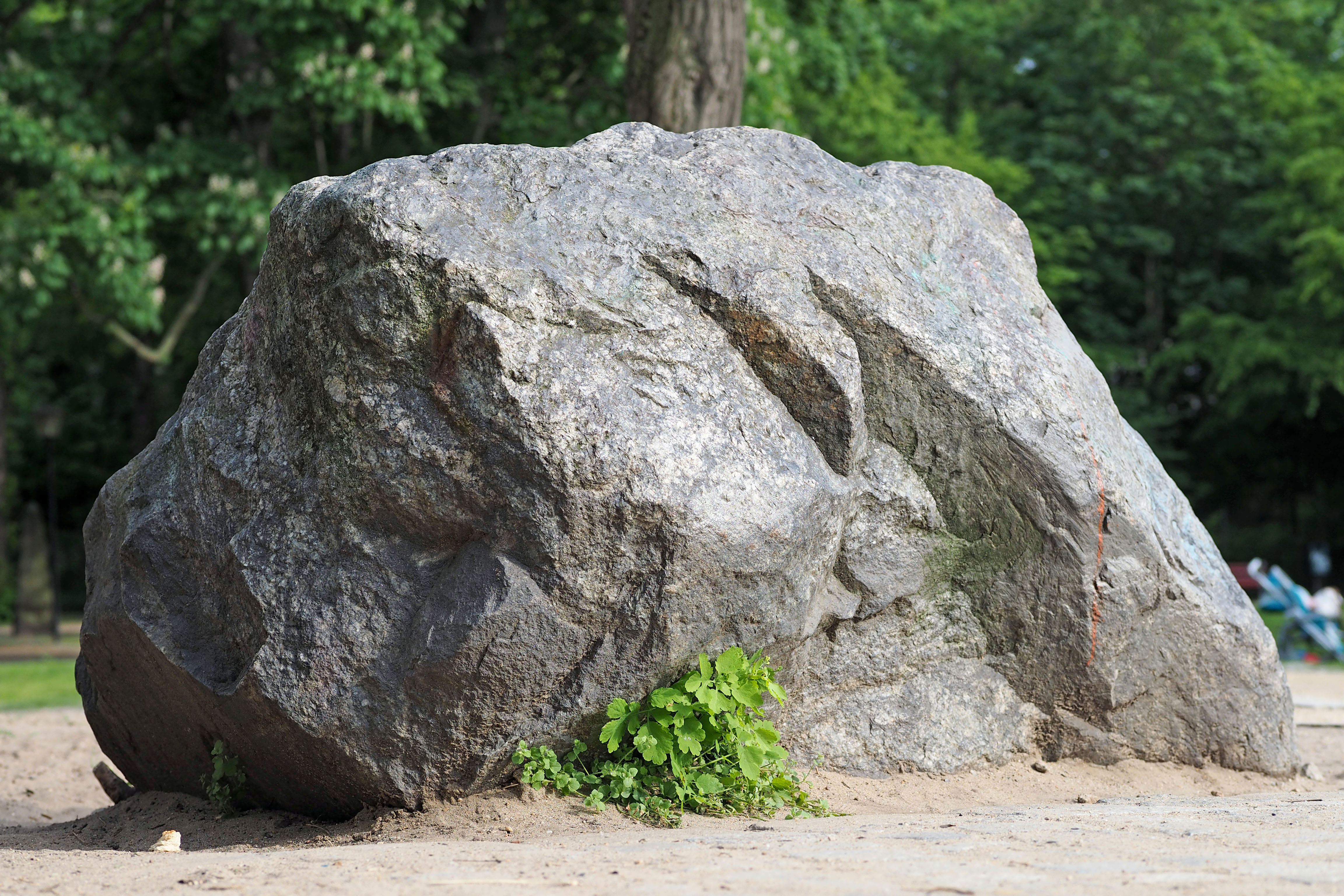
Findling vor dem kleinen Spielplatz

Vor dem kleinen Spielplatz befindet sich ein Findling, der als Naturdenkmal der Stadt Berlin ausgezeichnet wurde (siehe auch: Liste der Naturdenkmale im Bezirk Tempelhof-Schöneberg).
Im Umfeld des Parks liegt das von Heinrich Lassen entworfene Stadtbad Schöneberg sowie die Theodor-Heuss-Bibliothek. Darüber hinaus sind die Gustav-Langenscheidt-Schule und das Seniorenzentrum Katharinenhof erwähnenswert.
Im Park befindet sich seit 1958 der Grabstein für den Theologen und Prediger Jacob Elias Troschel.